# Agáta (zařízení)

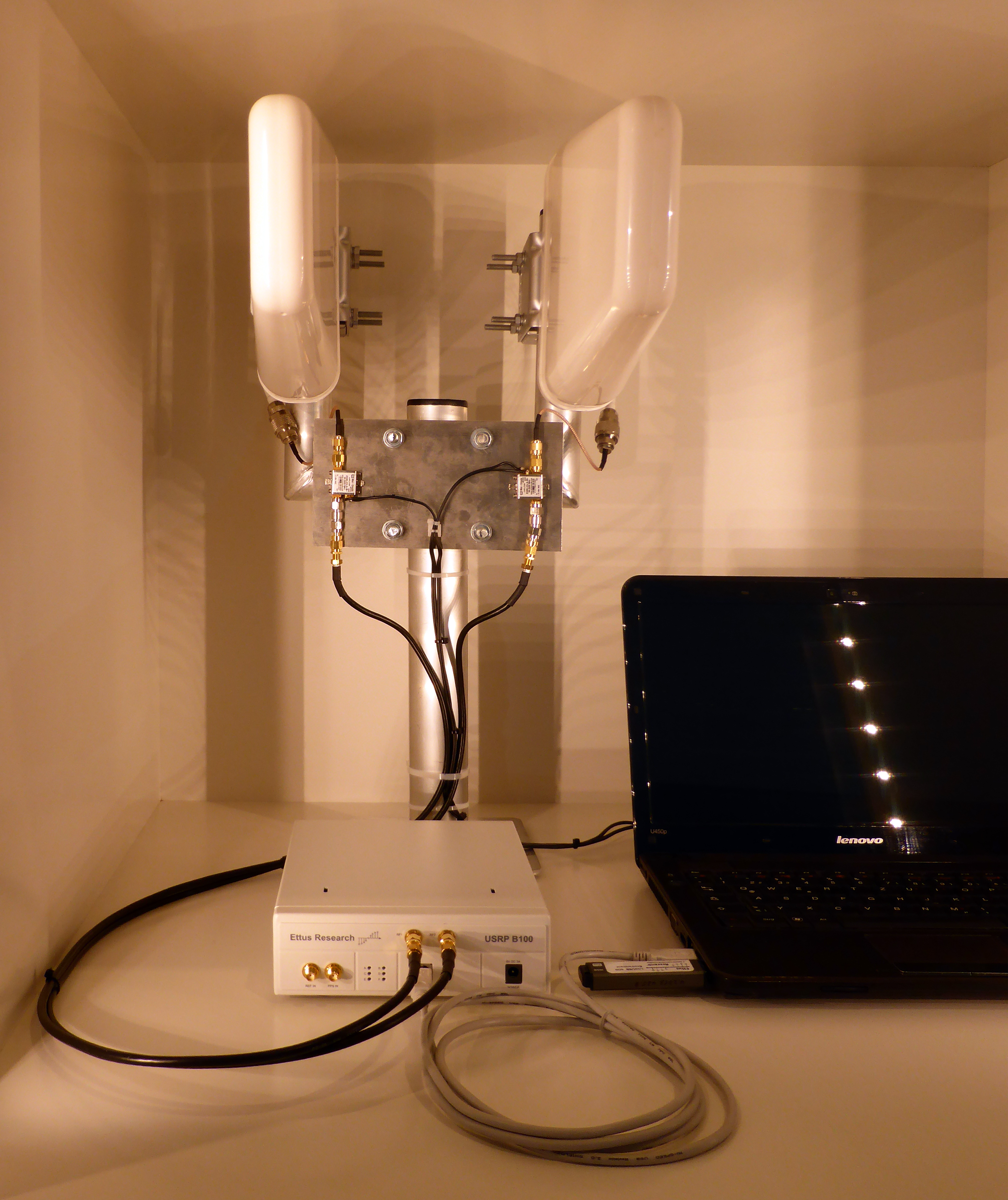
IMSI catcher

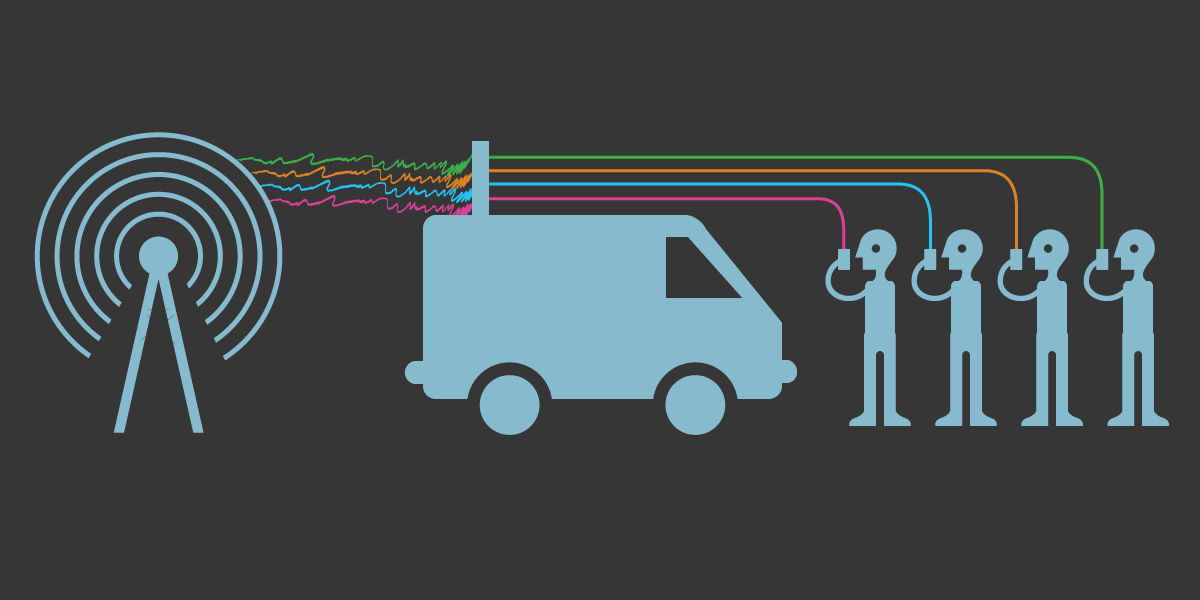
v Kanadě, USA a VB se pro IMSI catcher vžilo pojmenování výrobku nazvaném Stingray („rejnok“). Ten imituje buňku sítě a umožňuje sledovat účastníky.

Agáta (oficiálním názvem IMSI catcher) je zařízení, které v kombinaci se speciálním softwarem umožňuje odposlouchávání telefonických hovorů a lokalizaci mobilních telefonů. Roku 1996 prezentovala firma Rohde & Schwarz první takové zařízení. Cena programu dosahuje podle verze až 20 miliónů korun (roku 2004 je udávána částka 15 milionů Kč). Zařízení umožňuje zachytit signál všech mobilních telefonů v širokém okolí, rozeznat čísla SIM, dešifrovat šifrované obsahy hovorů nebo číst SMS. Pokud se zařízení připojuje nebo telefonuje přes WiFi, tak cena odposlouchávacího zařízení jsou jen tisíce Kč (cena počítače).
V České republice legálně používá Agátu (český název vychází ze zařízení GA900) pouze policie, celní správa a Bezpečnostní informační služba, podle expertů tu však existuje až deset dalších zařízení, patřících především detektivním agenturám nebo velkým finančním skupinám. Začátkem května 2012 byla Agáta údajně nalezena detektivy ÚOOZ v domě Vladimíra Svobody (to však bylo později vyvráceno), podle spekulací má zařízení také bezpečnostní agentura ABL (nyní přejmenovaná na Mark2 Corporation Czech).
Zjednodušeně, IMSI catcher se stává jakousi „náhradní buňkou operátora (BTS)“, na kterou se v okolí působení přeregistrují mobilní telefony (mohou se vyskytovat například na letišti či dronu). Po přeregistraci vzniká možnost sledovat aktivitu mobilních telefonů pomocí speciálního softwaru. IMSI catcher je možné umístit do vozidla nebo namontovat na podvěs vrtulníku. Jednou z možností využití IMSI catcheru se nabízí při záchranných akcích v nepřístupném terénu, kdy je možné např. zraněné osoby hledat podle zapnutého mobilního telefonu.
IMSI catcher může do mobilního telefonu nepozorovaně nainstalovat spyware či malware.